# Börsenverrechnungskonto
Das Börsenverrechnungskonto (BVK) ist ein Konto, auf dem die Lastschriften und Gutschriften aus dem Zahlungsverkehr der Deutschen Geldkarte für alle herausgegebenen Geldkarten einer Bank verrechnet werden. 
Bei Aufladung der Geldkarte wird das Kartenkonto des Karteninhabers belastet und gleichzeitig der Betrag dem Börsenverrechnungskonto gutgeschrieben.
Die Geldkartenumsätze werden nach den Bezahlvorgängen zunächst auf dem Akzeptanzterminal gespeichert und erst nach dem (meist täglichen) Kassenschnitt an die Verrechnungsstellen (Evidenzzentralen) eingereicht.
Die Evidenzzentralen ermitteln arbeitstäglich die Summen der eingereichten Geldkarten-Umsätze, belasten damit die Börsenverrechnungskonten und schreiben sie den Händlerkonten gut.
Das Börsenverrechnungskonto wird häufig mit dem Schattensaldo verwechselt oder irreführend als „Schattenkonto“ bezeichnet. Für jede Geldkarte wird ein Schattensaldo geführt, das den momentanen Geldwert der Geldkarte widerspiegelt. Bei einem Defekt der Geldkarte kann somit dieser Betrag wieder auf dem Kartenkonto gutgeschrieben werden. Demgegenüber spiegelt das Börsenverrechnungskonto die Summe des auf alle Geldkarten eines Instituts geladenen Geldes wider und speichert keine Karteninformationen.